# LG 옵티머스 챗
LG 옵티머스 챗(LG Optimus Chat)는 LG전자가 2011년 2월에 출시한 안드로이드 스마트폰이다.

## 안드로이드2.2.1 프로요
옵티머스 챗은 2.2.1 프로요를 탑재하여 출시했다.

## 같이 보기
- 스마트폰 비교
- 갤럭시 넥서스